# محوطه بنه باشت
محوطه بنه باشت مربوط به دوره عیلامیان - دوره ساسانیان - سده‌های میانه دوران‌های تاریخی پس از اسلام است و در شهرستان بهبهان، کیلومتری ۷ جاده بهبهان به زیدون، ۱۰۰ متری چپ جاده واقع شده و این اثر در تاریخ ۱ مرداد ۱۳۸۶ با شمارهٔ ثبت ۱۹۲۵۹ به‌عنوان یکی از آثار ملی ایران به ثبت رسیده است.